# Улица Љубе Ненадовића (Обреновац)
| Љубе Ненадовића (Обреновац) | Љубе Ненадовића (Обреновац)         |
| --------------------------- | ----------------------------------- |
|                             |                                     |
| Општина                     | Обреновац                           |
| Почетак                     | Улица Милоша Обреновића (Обреновац) |
| Крај                        | Краља Александра Првог              |
| Дужина                      | 450 метара m                        |
| Стари називи                | Драгачевска                         |
|                             |                                     |
|                             |                                     |

Улица Љубе Ненадовића у Обреновцу протеже се у дужини од 450 метара, од улице Милоша Обреновића до Улице Краља Александра Првог, на излазу из Обреновца према Ваљеву.

## Историјат
Уличном мрежом која је формирана регулационим планом из 1889. године настала је Драгачевска улица, данас улица Љубе Ненадовића. Данашње име, које носи од 1932. године, добила је по  Љуби Ненадовићу српском писцу и дипломати из Ваљевског краја. Поред улице Краља Петра Првог, ова улица је други, такозвани, преки шор којим се оивичава централно градско језгро Обреновца, које чине улице Милоша Обреновића, Војводе Мишића и Вука Караџића, спојене преким шоровима.

## Оријентација улице
Од раскрснице улица Љубе Надовића и главне обреновачке улице која носи име по Милошу Обреновићу, пут из Обреновца наставља се према Ваљеву, док се од раскрснице са улицом Војводе Мишића, пут води према Шапцу. На трећој великој раскрсници улица Љубе Недадовића укршта се са улицом Краља Александра Првог, која води до аутобуске станице у Обреновцу, некада железничке станице Обреновац. Улица Љубе Ненадовића, после раскрснице са овом улицом се наставља на улицу др Арчибалда Рајса, која води у насеље Рвати. Три значајне раскрснице чине улицу веома прометном и жилом куцавицом саобраћаја у Обреновцу.

## Суседне улице
- Улица Милоша Обреновића,
- Улица Војводе Мишића,
- Улица Вука Караџића,
- Улица Краља Александра Првог,
- др Арчибалда Рајса.

## Значајни објекти
Највећа обреновачка основна школа „Јован Јовановић Змај”, која носи име по великом српском песнику Јовану Јовановићу Змају, налази се на самом почетку улице Љубе Ненадовића, на раскрсници са улицом Милоша Обреновића.
На ову улицу наслања се и једно од највећих обреновачких насеља "Сунце", познатије по колоквијалном називу Сточњак, које је надимак добило захваљујући томе што се на месту дела насеља некада налазила сточна пијаца у Обреновцу. 
Дуж улице налазе се трговински објекти, продавнице колонијалне робе и пекаре.